# Miquel Mora Gornals
Miquel Mora Gornals (Ses Salines, 11 de setembre de 1936 - 5 de maig de 2012) va ser un ciclista mallorquí que va competir en la persecució per equips als Jocs Olímpics d'Estiu de 1960.